# Benzoate de benzyle
Le benzoate de benzyle est l'ester benzylique de l'acide benzoïque, c'est un médicament qui sert de traitement de référence en France contre la gale .
Il fait partie de la liste des médicaments essentiels de l'Organisation mondiale de la santé (liste mise à jour en avril 2013).
On le retrouve dans le baume du Pérou et dans le baume de Tolu.